# Mosonszolnok
Mosonszolnok (németül: Zanegg) község Győr-Moson-Sopron vármegyében, a Mosonmagyaróvári járásban.

## Fekvése
A település a Mosoni-síkságon helyezkedik el. Felszíne teljesen sík, tengerszint feletti magassága átlagosan 1-2 méterrel magasabb, mint a Szigetköz talajszintje.
Az M1-es autópályától 4 kilométerre délnyugatra (a legközelebbi sztrádacsomóponttól 8 kilométerre nyugatra), a 86-os főúttól (illetve az E65-ös európai út itteni szakaszától) 4 kilométerre északnyugatra fekszik.

### Megközelítése
A település közúton a legegyszerűbben a 86-os út felől közelíthető meg, amelyről Mosonmagyaróvár és Jánossomorja között félúton kell letérni a 8506-os útra; ezen az útvonalon érhető el az M1-es autópálya irányából is. Elérhető még az 1-es főútról Mosonmagyaróvár északi külterületén nyugatnak letérve, a 8505-ös úton is.
A hazai vasútvonalak közól a települést a MÁV 16-os számú Hegyeshalom–Porpác-vasútvonala érinti, melynek egy megállási pontja van itt. Mosonszolnok vasútállomás a község nyugati szélén helyezkedik el, közúti elérését a 8505-ös útból kiágazó 85 307-es számú mellékút biztosítja.

## Története
A Féltorony (Halbturn) felé vezető út mentén talált leletek igazolták, hogy már a bronzkorban éltek itt emberek. A vaskorban a kelták hagyták itt nyomaikat. A római korból is találtak leleteket (tanya – a falutól 2 km-re, a Féltorony felé vezető út mellett a „Lamplkreuz”-nál). A 8–10. században érkeztek szlávok a területre: a „Solnik” (Sol = só) helységnév ekkor keletkezhetett, ebből lett a magyaroknál „Szolnok” és a németeknél „Zanig/k”.
A régi Moson vármegye egyik legvárosiasabb, legszebb faluképét mutató község, okleveles története „Szolnok névvel” való említése 1399-ből származik Zolnok névvel.1450-től német nevén Czanig-ként, majd Zanegg-ként jegyzik évszázadokon át az Óvári uradalomhoz tartozó települést. Az urbáriumokban Szolnok-Zanegg változatokban szerepel, 1908-tól lett a neve Mosonszolnok.
Birtokosai vagy zálogos urai a 18. századtól kezdve mindig a Habsburg szövetségesek voltak (pl. Savoyai Jenő, Draskovics János). Ez okozta vesztét a Rákóczi-szabadságharcban, amikor a kurucok 1707 telén rajtaütöttek a rác regimenten és feldúlták a falut is. Az eseményt sokáig a “Szolnoki Kurutzenrummel”-ként emlegették. 1711-ben a pestis miatt a mosonszolnokiak fogadalmat tettek, hogy szombatonként délután három órától ájtatosságot tartanak és nem végeznek nehéz munkát. Ezt később a püspök engedélyével megváltoztatták, hogy évente kétszer zarándoklatot tartottak Boldogasszonyba (Frauenkirchen) (március 25-én, Gyümölcsoltó Boldogasszony napján vagy annak környékén, és Mária születésének ünnepén, szeptember 8-án). Ezt a szokást 1938-ig megtartották.
A 19. században az 1831-es kolerajárvány és az 1858-as nagy tűzvész sújtotta a települést, amelynek emlékét őrzi a Summer Anna adományából 1886-ban neogótikus stílusban felépült fogadalmi Anna-kápolna. Anna-napkor (július 26.) minden évben ünnepélyes istentiszteletet tartanak a kápolnában vagy a kápolna előtt.
A második világháború után szomorú és tragikus események következtek a falu életében: akik németnek vallották magukat 1946-ban kitelepítették (Heimatvertriebenen= azaz a Hazából elűzöttek), mindössze 8 család maradhatott a településen. A kitelepítés 478 családot érintett. A magyar rendőrség a lakosságot négy, egyenként 1000 fős szállítmánnyal marhavagonokban egyenként 30–35 fővel és személyenként 50 kg-os poggyásszal, de az ezt elrendelő előírás ellenére német pénz nélkül Németországba deportálta. Az ország legkülönbözőbb vidékeiről idetelepített telepesek, lelakták a gazdák által otthagyott javakat. A települést teljesen átalakították: lebontották a községi kocsmát, a még meglévő pajtákat, a szélmalmokat, a régi mozit (Béke Mozgó). A sajtüzemet raktárnak használták, a gyógyszertár épületét eladták családi háznak. A következő évekbeli, átgondolatlan és több hullámú betelepítés sokáig megosztotta az itt élőket, és évtizedek kellettek az asszimilálódáshoz.

## Gazdasága, jelene
A kötött mezőségi, vékony termőrétegű, rossz vízháztartású talaj 27-28 aranykorona-értékét a közeli bécsi felvevőpiacok befolyásolták. A trianoni békeszerződés után 740 katasztrális holdat (kh) csatoltak el. A későbbi Nagyatádi földreform során 976 kh-t osztottak szét 419 helyi lakos között. Az utóbbi félévszázados hagyományos gabonatermesztés mellett a magra termesztett növények: mustár, a facélia és az olajretek is megjelentek. Ezeket a főleg külföldi magántulajdonban lévő gazdaságok termelik. Hagyományosnak tekinthető a szarvasmarhatartás.
A tsz-ek összevonásakor alakult az Újhelyi Imre Mezőgazdasági Termelőszövetkezet. Jogutódja 400 hektár bérelt területen gazdálkodik és résztulajdona a mosonmagyaróvári nagy hírű tejüzemnek. A másik mezőgazdasági nagyüzem a Lajta-Hansági Állami Tangazdaság II. kerületi gazdasága volt. Ennek 1000 hektár területe maradt. A 14 gazdasági társaságon kívül kb. 50 egyéni gazdálkodó tevékenykedik. E két nagyüzem adott munkát a helyi lakosság egy részének. A lakosok más része Mosonmagyaróvár különböző gyáraiban, üzemeiben dolgozik. Új fejezetet jelentett a település történetében a Sama Bt. Járműalkatrész-gyártó Üzemének létrehozása, mely nem egészen egy év alatt épült fel, és 1993 szeptemberétől működik kb. 1000 embernek adva munkalehetőséget; valamint a Sapu Ipari és Kereskedelmi Bt., amely 1995-ben kezdte meg a tevékenységét: gépjárműalkatrészek összeszerelését. Ez utóbbi vállalkozás ma már 600 körüli létszámot alkalmaz. A településen további befektetési lehetőség, az alkalmas területek hiánya miatt már nincs, a községi földekből többet nem kaptak vissza. A föld tulajdonviszonyaira a külföldiek nagy arányú, 80%-os tulajdonlása jellemző. Ezek nagy része alanyi kárpótolt.
A városias településkép kialakulása az egykori, szorgalmas sváb lakosság érdeme volt. A Fő utcai házaknak köszönhetően alakult ki az a kép, melyet a rendezési terv is rögzített. A magas szintű infrastrukturális ellátottság párosul azzal, hogy 22 utcának megvalósult a teljes portalanítása is. Utcák nyitása történt az Újtelep felé is. Parkok, ligetek létesültek a gödrök helyén, a belső központi községrész megóvásával. A fontosabb intézmények, mint az általános iskola, az óvoda a polgármesteri hivatal és a kultúrház felújítva néznek a település utcáira. A község büszkesége a 2004-ben avatott többfunkciós sportcsarnok.

## Közélete

### Polgármesterei
- 1990–1994: Szitás József (KDNP-Fidesz)[3]
- 1994–1998: Szitás József (KDNP)[4]
- 1998–2002: Török Sándor (független)[5]
- 2002–2006: Török Sándor (független)[6]
- 2006–2010: Török Sándor (független)[7]
- 2010–2014: Török Sándor (független)[8]
- 2014–2019: Török Sándor (független)[9]
- 2019–2024: Török Sándor (független)[10]
- 2024– : Bódi István (független)[1]

## Népesség
A település népességének változása:
| Lakosok száma | 1707 | 1714 | 1715 | 1820 | 1776 | 1815 | 1873 |
|               | 2013 | 2014 | 2015 | 2021 | 2022 | 2023 | 2024 |

A 2011-es népszámlálás során a lakosok 91,8%-a magyarnak, 1,6% németnek, 0,5% románnak, 1% szlováknak mondta magát (7,2% nem nyilatkozott; a kettős entitások miatt a végösszeg nagyobb lehet 100%-nál). A vallási megoszlás a következő volt: római katolikus 65,3%, református 5,9%, evangélikus 1,4%, görögkatolikus 0,4%, felekezeten kívüli 10,9% (16,1% nem nyilatkozott).
2022-ben a lakosság 89,8%-a vallotta magát magyarnak, 3,1% németnek, 1,7% szlováknak, 0,6% cigánynak, 0,5% románnak, 0,2% görögnek, 0,2% horvátnak, 0,1-0,1% szerbnek és örménynek,  1,7% egyéb, nem hazai nemzetiségűnek (8,4% nem nyilatkozott; a kettős identitások miatt a végösszeg nagyobb lehet 100%-nál). Vallásuk szerint 39,2% volt római katolikus, 4,1% református, 0,7% evangélikus, 0,5% görög katolikus, 0,1% ortodox, 0,2% egyéb keresztény, 1,2% egyéb katolikus, 13,5% felekezeten kívüli (40,5% nem válaszolt).

## Nevezetességei

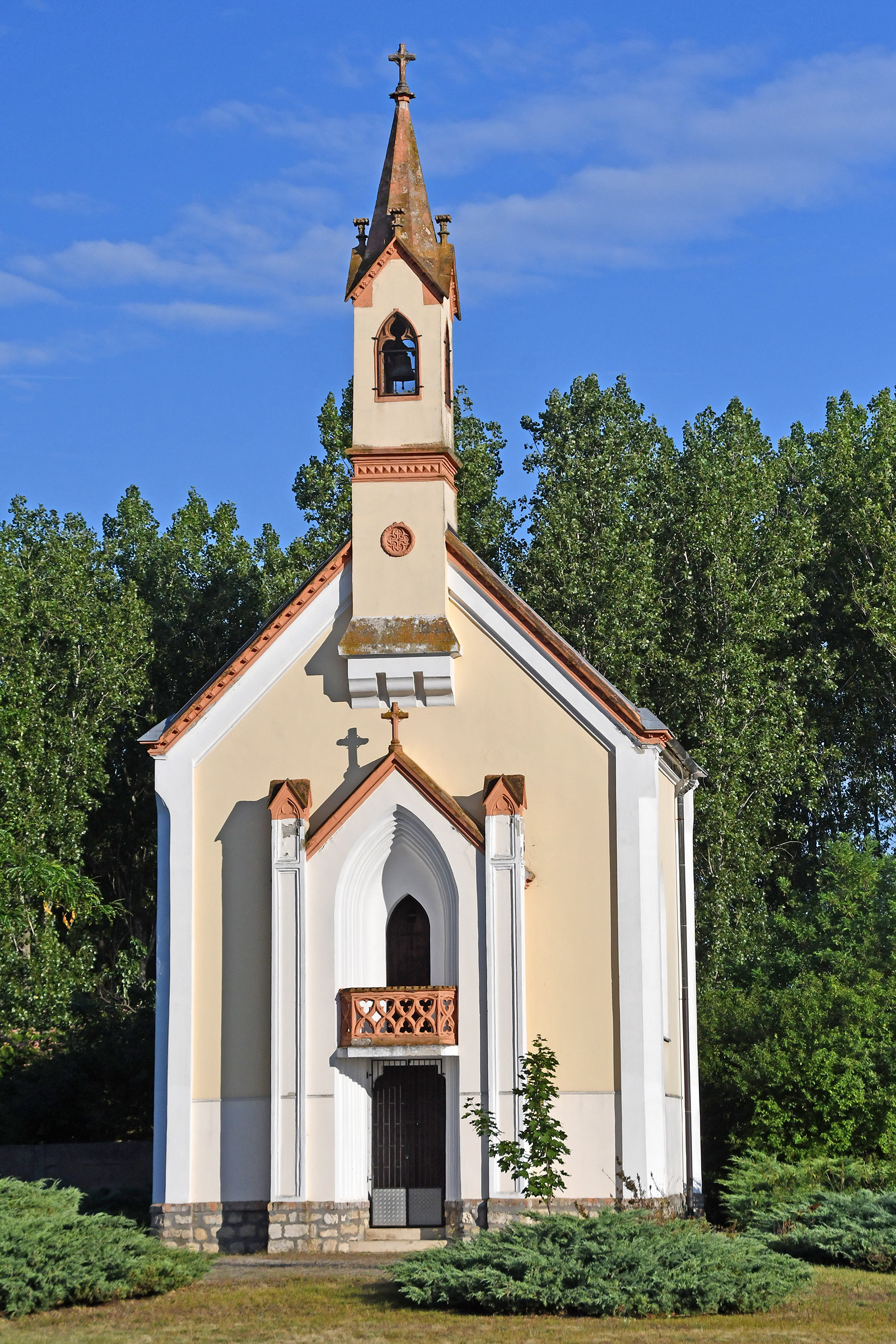
Szent Anna-kápolna

- Villa

1904-ben építtette Széll Kálmán, volt miniszterelnök a kedvesének, Neumann Irénnek. 1906-ban megvette a község 50000 aranykoronáért, és gazdaképző iskolát működtetett benne 1949-ig. Ekkor államosították. Ma magántulajdonban van.
- Római katolikus templom

A templom a 12. században épült román stílusban. Homlokzati tornyán román ikerablakok vannak. A templom belseje a sorozatos átalakítások nyomán barokká változott. A berendezés kicserélődött.
- Az Anna-kápolna

az Anna-napi (július 26.) ünnepélyes istentisztelet színhelye. A kápolna előtti füves tér szolgál a községi búcsú megtartására.
- Mosonszolnoki szélerőmű 2007-től működik a területen.